# Amok (film 1983)
Amok è un film del 1983 diretto da Souheil Ben-Barka.

## Riconoscimenti
- Gran Premio 1983 al Festival di Mosca